# 戸高達
戸高 達（とだか さとる、1989年10月26日 - ）は、日本のプロボクサー。東京都出身。レパード玉熊ボクシングジム所属。

## 人物
好きな食べ物はカレー。
座右の銘は「自信を持って過信せず」。

## 来歴
2012年4月22日に立山町民会館でユキヤハナブサとライトフライ級4回戦を戦い、4回0-2（38-38、37－38x2）判定負けでデビュー戦を白星で飾ることが出来なかったが、3か月後の試合では判定勝ちでプロ初白星を挙げた。
その後引き分けを挟んで4連勝して2017年3月22日に後楽園ホールで行われた「オーバーヒートボクサーズナイトvol.80」にて太田輝と50.0キロ契約8回戦を戦い、6回33秒TKO負けを喫した。
そして2018年4月26日に後楽園ホールで日本ライトフライ級ランカーツカダ絆人とライト級8回戦を戦い、8回3-0で判定勝ちを収めた。なおこの勝利で同年5月30日にJBCの発表した最新ランキングで初めてライトフライ級日本ランク入りを果たす。
2019年2月14日に日本ライトフライ級1位の堀川謙一と日本ライトフライ級王座決定戦を行い、8回終了TKO負けで日本王座獲得に失敗した。
2019年12月6日、後楽園ホールで木橋拓也を相手に再起戦を戦い、4回2分28秒TKO勝ちを収めた。
2020年8月19日、後楽園ホールでWBOアジアパシフィックフライ級2位の山内涼太と同王座決定戦を戦い、3回終了TKO負けを喫した。

## 戦績
- プロボクシング - 18戦10勝4敗4分（4KO）

| 戦           | 日付           | 勝敗 | 時間    | 内容    | 対戦相手                       | 国籍 | 備考                                     |
| ------------ | -------------- | ---- | ------- | ------- | ------------------------------ | ---- | ---------------------------------------- |
| 1            | 2012年4月22日  | 敗北 | 4R      | 判定0-2 | ユキヤハナブサ（カシミ）       | 日本 | プロデビュー戦                           |
| 2            | 2012年7月23日  | 勝利 | 4R      | 判定3-0 | 坂井優太（ファィティング原田） | 日本 |                                          |
| 3            | 2013年7月3日   | 勝利 | 3R 2:50 | TKO     | 宮原鰯（レイスポーツ）         | 日本 |                                          |
| 4            | 2014年8月2日   | 引分 | 4R      | 判定1-0 | 落合令（横浜光）               | 日本 |                                          |
| 5            | 2015年4月3日   | 勝利 | 4R      | 判定3-0 | 赤木直貴（横浜光）             | 日本 | 2015年東日本ライトフライ級新人王予選     |
| 6            | 2015年7月15日  | 勝利 | 4R      | 判定3-0 | 阿部義樹（元気）               | 日本 | 2015年東日本ライトフライ級新人王予選     |
| 7            | 2015年9月24日  | 引分 | 4R      | 判定0-1 | 塚田直之（セレス）             | 日本 | 2015年東日本ライトフライ級新人王予選     |
| 8            | 2015年12月11日 | 勝利 | 6R      | 判定3-0 | 山中章弘（フラッシュ赤羽）     | 日本 |                                          |
| 9            | 2016年5月19日  | 引分 | 6R      | 判定1-1 | 工藤優雅（マナベ）             | 日本 |                                          |
| 10           | 2016年12月6日  | 引分 | 6R      | 判定1-1 | 細谷大希（角海老）             | 日本 |                                          |
| 11           | 2017年3月22日  | 敗北 | 6R 0:33 | TKO     | 太田輝（五代）                 | 日本 |                                          |
| 12           | 2017年9月30日  | 勝利 | 2R 1:13 | TKO     | 大田朋徳（本橋）               | 日本 |                                          |
| 13           | 2018年2月20日  | 勝利 | 6R 1:44 | TKO     | 小久保聡（三迫）               | 日本 |                                          |
| 14           | 2018年4月26日  | 勝利 | 8R      | 判定3-0 | ツカダ絆人（セレス）           | 日本 |                                          |
| 15           | 2018年9月14日  | 勝利 | 6R      | 判定2-0 | 渡久地辰優（一力）             | 日本 |                                          |
| 16           | 2019年2月14日  | 敗北 | 8R終了  | TKO     | 堀川謙一（三迫）               | 日本 | 日本ライトフライ級王座決定戦             |
| 17           | 2019年12月6日  | 勝利 | 4R 2:28 | TKO     | 木橋拓也(上滝)                 | 日本 |                                          |
| 18           | 2020年8月19日  | 敗北 | 3R終了  | TKO     | 山内涼太(角海老)               | 日本 | WBOアジアパシフィックフライ級王座決定戦] |
| テンプレート |                |      |         |         |                                |      |                                          |